# Lewisburg (Pensilvania)
Lewisburg es un borough ubicado en el condado de Union en el estado estadounidense de Pensilvania. En el año 2000 tenía una población de 5.620 habitantes y una densidad poblacional de 2,214.2 personas por km².

## Geografía
Lewisburg se encuentra ubicado en las coordenadas 40°57′50″N 76°53′17″O / 40.96389, -76.88806.

## Demografía
Según la Oficina del Censo en 2000 los ingresos medios por hogar en la localidad eran de $30,137 y los ingresos medios por familia eran $53,409. Los hombres tenían unos ingresos medios de $32,727 frente a los $25,436 para las mujeres. La renta per cápita para la localidad era de $14,146. Alrededor del 22.2% de la población estaba por debajo del umbral de pobreza.